# Kevin Conboy
Kevin Conboy (* 15. Oktober 1987 in Esbjerg) ist ein dänisch-englischer Fußballspieler.

## Karriere

### Verein
Conboy ist Sohn eines dänischen Vaters und einer englischen Mutter; er besitzt die dänische und die britische Staatsbürgerschaft. Er trat im Kindesalter der Jugend von Jerne IF bei. Danach ging er in die Jugend von Esbjerg fB.
2006 kam er in die zweite Mannschaft und wurde im Januar 2008 in den Profikader übernommen. Sein Profidebüt gab er am 12. April 2008, als er bei der 1:2-Niederlage von Esbjerg gegen Brøndby IF in der 23. Minute für Andreas Klarström eingewechselt wurde. Im Verlaufe der restlichen Saison kam er zu vier weiteren Einsätzen und beendete mit der Mannschaft die Saison als Tabellensiebter. Bis zum Abstieg des Vereins nach der Saison 2010/11 hatte Conboy 76 Ligaspiele für Esbjerg fB absolviert.
Zur Saison 2011/12 unterschrieb Conboy einen Vertrag beim in der Eredivisie spielenden NEC Nijmegen. Am 25. September 2011, dem 7. Spieltag, gab er sein Debüt bei einer 0:2-Niederlage gegen RKC Waalwijk. Am 11. März 2012 erzielte er sein erstes Tor beim 3:1-Sieg am 25. Spieltag im Spiel gegen FC Twente mit dem Treffer zum 2:0. Dies blieb in dieser Spielzeit sein einziges Tor in 26 Spielen. Der NEC Nijmegen belegte in der Liga den achten Platz und scheiterte in den Play-offs um eine Teilnahme an der Qualifikation zur Europa League in der ersten Runde an Vitesse Arnheim. Nach der Spielzeit 2013/14 stieg er mit NEC Nijmegen als Tabellen-17. aus der Eredivisie ab und nach der Spielzeit 2014/15 als Zweitligameister direkt wieder in die Eredivisie auf. Insgesamt erzielte Conboy für NEC Nijmegen acht Treffer in 116 Ligaspielen.
Im September 2015 wechselte Conboy zum FC Utrecht. Er unterschrieb einen Vertrag bis 2017. Nachdem er am 14. September 2015 beim 3:2-Sieg am vierten Spieltag der „Beloften Eredivisie“ bei der Reserve des FC Groningen für die Reservemannschaft der Utrechter zum Einsatz gekommen war, gab er am 19. September 2015 sein Debüt für die Profimannschaft, als er beim 1:3 am sechsten Spieltag bei Willem II Tilburg in der 67. Minute für Louis Nganioni eingewechselt wurde. Nach einer Gelb-Rot-Sperre beim 1:0-Sieg am 15. Spieltag bei De Graafschap Doetinchem fehlte er bei den nächsten beiden Spielen; ab dem 18. Spieltag fiel er wegen einer Rückenverletzung bis zum Saisonende aus. In der Eredivisie kam er zu acht Einsätzen, im niederländischen Pokalwettbewerb spielte er einmal. Als Fünftplatzierter in der Liga qualifizierte sich der FC Utrecht für die Play-offs um die Teilnahme an der Qualifikation zur Europa League, in denen man im Finale an Heracles Almelo scheiterte. Am 2. Oktober erzielte er am achten Spieltag bei Ajax Amsterdam (2:3) sein erstes Tor für den FC Utrecht. Conboy kam in dieser Saison zu zwei Einsätzen im KNVB-Beker und zu 17 Einsätzen in der Liga, in der die Utrechter den vierten Platz belegten. In der folgenden Play-off-Runde um die Qualifikation für die Ausscheidungsspiele zur Europa League setzte sich der FC Utrecht gegen den sC Heerenveen und gegen AZ Alkmaar durch; Conboy kam zu keinem Einsatz.
Im August 2017 wechselte Conboy wieder in die dänische Superliga und schloss sich Randers FC an.

### Nationalmannschaft
Am 14. November 2012 absolvierte Conboy ein Freundschaftsspiel für die dänische Nationalmannschaft; das Spiel gegen die Türkei endete 1:1.